# Benjamin Guggenheim
Benjamin Guggenheim (Philadelphia, Pennsylvania, 26 oktober 1865 - Atlantische Oceaan, 15 april 1912) was een Amerikaans zakenman. Hij overleed aan boord van de RMS Titanic toen het schip als gevolg van een aanvaring met een ijsberg zonk. In die ramp is hij bekend geworden vanwege het feit dat hij z'n trui en reddingsvest inwisselde voor z'n avondkledij, omdat hij naar eigen zeggen ten onder wilde gaan als een gentleman.
Hij maakte zijn reis op de Titanic in de eerste klasse. Tijdens de reis werd hij niet vergezeld door zijn echtgenote, maar door zijn minnares Léontine Aubart.

## Film
Benjamin Guggenheim was een van de bekendste slachtoffers van de ramp met de Titanic. Mede daarom komt zijn personage in veel films en televisieseries over de ondergang van dit schip voor. In de film Titanic uit 1997 werd hij gespeeld door Michael Ensign. Camillo Guercio vertolkte die rol (onvermeld) in de film uit 1953 en Harold Goldblatt in A Night To Remember. John Moffatt speelde Guggenheim in de televisieserie S.O.S. Titanic uit 1979.